# Damir Škaro
Damir Škaro (* 2. November 1959 in Zagreb) ist ein ehemaliger jugoslawischer Boxer. Er war im Mittelgewicht jeweils Teilnehmer der Olympischen Spiele 1980 in Moskau sowie 1984 in Los Angeles und gewann im Halbschwergewicht eine Bronzemedaille bei den Olympischen Spielen 1988 in Seoul.

## Boxkarriere
Škaro begann seine Boxkarriere 1976 während seiner Schulzeit im Zagreber Boxverein Trešnjevka und wurde bereits 1977 Jugoslawischer Juniorenmeister im Halbmittelgewicht. Später trainierte er in den Boxclubs Borovo sowie Metalac Zagreb, wurde 1980 und 1985 Jugoslawischer Meister im Mittelgewicht, sowie 1986 und 1987 Jugoslawischer Meister im Halbschwergewicht. 1982 gewann er die Balkanmeisterschaft in Bursa und 1987 die Mittelmeerspiele in Latakia.
Bei den Olympischen Spielen 1980 verlor er noch in der Vorrunde gegen den späteren Silbermedaillengewinner Wiktor Sawtschenko, während er bei den Olympischen Spielen 1984 gegen Ahmed El-Guindy und Antonio Corti bis ins Viertelfinale kam und dort ebenfalls gegen den späteren Silbermedaillengewinner Virgil Hill ausschied.
Bei der Europameisterschaft 1985 in Budapest unterlag er im Achtelfinale gegen Henry Maske, erreichte jedoch bei der Weltmeisterschaft 1986 in Reno (Nevada) das Halbfinale, wo er gegen Pablo Romero mit einer Bronzemedaille ausschied. Mit einer Niederlage im Finale gegen Juri Waulin gewann er zudem Silber beim Weltcup 1987 in Belgrad. Im Halbfinale hatte er René Ryl geschlagen.
Sein größter Erfolg war dann der Gewinn einer Bronzemedaille bei den Olympischen Spielen 1988; nach Siegen gegen Dejan Kirilow, Osmond Imadiyi und Joseph Akhasamba, konnte er aufgrund einer Verletzung nicht im Halbfinale gegen Nurmagomed Schanawasow antreten und schied daher kampflos mit einer Bronzemedaille aus.
2007 wurde er für seine sportlichen Erfolge mit dem Franjo-Bučar-Staatspreis ausgezeichnet.

## Nach dem Boxen
Er schloss 1994 ein Studium an der Universität Zagreb ab, ging in die Politik und war von 1995 bis 1999 Abgeordneter der HDZ im kroatischen Parlament. 2009 promovierte er im Bereich Unternehmertum und war Leiter bzw. Vorstandsmitglied mehrerer Unternehmen und Sportvereine, darunter Generalsekretär des Kroatischen Klubs der Olympioniken (Hrvatski klub olimpijaca). Ab 2004 war er Präsident des größten kroatischen Verkehrsklubs, Autoklub Siget.
Am 4. September 2019 wurde Škaro wegen des Verdachts der Vergewaltigung und der sexuellen Belästigung an einer Mitarbeiterin vorläufig festgenommen und kam wegen Tatwiederholungs- und Verdunkelungsgefahr für fast zwei Monate in Untersuchungshaft, in der Zagreber Haftanstalt Remetinec. Nach seinem Rücktritt als Präsident von Siget und Abberufung als Mitglied des Verwaltungsrates des Autoclub, sowie nach erfolgter Einvernahme aller Zeugen, wurde er nach Wegfall der Festnahmegründe am 24. Oktober 2019 aus der Haft entlassen.
Sein Prozess begann am 21. September 2020 vor dem Bezirksgericht in Velika Gorica. Škaro wies die Vorwürfe zurück.
Im März 2023 wurde er für schuldig befunden und zu zweieinhalb Jahren Gefängnis sowie zur Übernahme der Gerichts- und Sachverständigenkosten verurteilt. Im April 2024 wies das Oberste Strafgericht die Berufungen des Staatsanwalts und des Angeklagten zurück und bestätigte das erstinstanzliche Urteil von zweieinhalb Jahren Gefängnis, wobei die Dauer der Untersuchungshaft angerechnet wird.